# رجاء العزاوي
رجاء العزاوي وهي سياسية عراقية شغلت منصب عضوة في الجمعية الوطنية الانتقالية المؤقتة عامي 2004 و2005. وكانت عضوة في اللجنة القانونية فيها.